# Neom SC
A Neom SC (arabul: نادي نيوم الرياضي, magyarosítva: Nádí Níúm er-Rijádí; korábban: esz-Szukúr Club) szaúd-arábiai labdarúgócsapat, amelynek székhelye Tabúk városában található, nevét Neom tervezett városról kapta. A klub a szaúd-arábiai másodosztályban, a First Division League-ben szerepel. Hazai mérkőzéseit a 12 000 néző befogadására alkalmas Hálid király Sportvárosi Stadionban játssza.

## Történelem
A klubot 1965-ben alapították esz-Szukúr Club néven. A szaúdi harmadosztályban és a másodosztályban szerepeltek a legtöbbször. 2011-ben az esz-Szukúr második helyen végzett, és története során először feljutott a szaúdi másodosztályba. A csapat az első szezonjában utolsó helyen végzett, és kiesett. A 2021–22-es szezonban az esz-Szukúr 2–1-re legyőzte az el-Kúszt a harmadosztály döntőjében, így megszerezte első bajnoki címét.
2023. június 5-én a szaúdi sportminisztérium bejelentette, hogy az esz-Szukúr futballklub vállalattá alakul, és a NEOM tulajdonába kerül. December 24-én a klub nevét Neom Sports Clubra változtatták. 2025. április 22-én a klub első alkalommal jutott fel a Szaúdi Pro Ligába, miután 3–0-ra legyőzte idegenben az el-Arabí csapatát.

## Sikerlista
- First Division League
  - Bajnok (1): 2024–25

- Second Division League
  - Bajnok (1): 2023–24
  - Bronzérmes (1): 2010–11

- Third Division League
  - Bajnok (1): 2021–22

## További hivatkozások
- Szaúd-arábiai labdarúgó-szövetség hivatalos honlapja